# جسر مشكين شهر

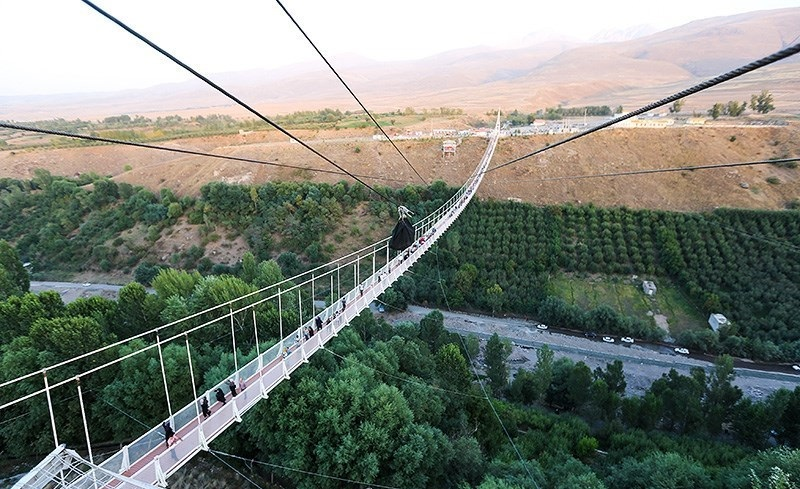
جسر مشكين شهر المعلق

جسر مدينة مشكين شهر هو أكبر وأطول وأعلى جسر معلق خاص بالمشاة في الشرق الأوسط. والذي يقع فوق نهر خيوشاي في مدينة مشكين شهر وهي إحدى المقاطعات في محافظة أردبيل شمال غرب جمهورية إيران حيث يصل طول الجسر إلى 365 متراً أي (1198) قدماً، وعرضه ثلاثة أمتار وارتفاعه من قاع الوادي يصل إلى 80 متراً أي (260) قدماً وبهذا فهو يُعتبَر أكبر وأطول جسر في منطقة الشرق الأوسط. ان جسر مشكين شهر يعبر فوق نهر خيوشاي وكذلك حديقة الغابات الخضراء في مدينة مشكين شهر وتم تنفيذ وتصميم هيكل الجسر من قبل الخبراء والمهندسين الإيرانيين. وقد تم تدشينه في 16 مايو-آيار 2015م، وقد حضر افتتاح هذا المعلم الحضاري الكبير مساعد رئيس الجمهورية، رئيس منظمة السياحة والتراث الثقافي مسعود سلطاني فر. يُذكَر ان أردبيل تقع في شمال غرب جمهورية إيران وتبعد عن طهران 1000 كيلومتر. وتتمتع المحافظة بمناخ بارد في الشتاء ومعتدل في الصيف. ويقع جبل سبلان غرب المدينة ويلعب دوراً هاماً في اعتدال مناخ المنطقة، كذالك فإن وجود الأنهار التي تنبع من هذا الجبل جعل المنطقة صالحة للزراعة. وأيضاً فإن جبل سبلان كان سبباً في وجود ينابيع المياه المعدنية مثل ينبوع (سرعين) و (سردابه). وهي من المناطق التي تستقطب العديد من السياح سنوياً.

## نبذة مختصرة عن جسر مشكين شهر
ان مدينة مشكين شهر ذات الأجواء الطبيعية العذبة والأشجار المتنوعة الجميلة هي إحدى المدن التابعة لمحافظة أردبيل- تُعَد واحدة من أجمل المدن في إيران- وفيها جسر معلق يعلو نهر خيوشاي في غاية الجمال، وإلى جانبه متنزه طبيعي في غاية الروعة حيث يزخر بمختلف أنواع النباتات والأشجار البرية والمثمرة. هذا الجسر تم تشييده بجهود خبراء محليين، كما وان عمارته الأساسية محلية. ويُعتبَر هذا الجسر بحد ذاته جزءاً من مشروع خياو السياحي الضخم وقد جرى تدشينه في مهرجان الربيع في 16 مايو-آيار 2015. اما منتجع «خياو» والذي تقرر ان يتم العمل ببنائه مباشرة ً بعد تدشين الجسر، فيغطي مساحة تبلغ نحو 1300 هكتار ويُعَد أكبر مشروع سياحي في محافظة أردبيل. ومن المقرر ان تتوزع خدمات المنتجع على صالونات ترفيهية وأجنحة سكنية وجولات بالمنطاد ومراكز وصالات رياضية ومطعم دوار وسوق للحرف اليدوية ومدينة ترفيهية وخدمات سياحية أخرى.

## الخصائص الفنية للجسر
يبلغ طول هذا الجسر الخاص بالمشاة نحو 365 متراً فيما يبلغ عرضه مترين ويقع على ارتفاع نحو 80 متراً فوق نهر خيوشاي في «مشكين شهر» الواقعة بمحافظة أردبيل. وقد تم تخصيص مايعادل نحو 12 مليون دولار أمريكي لعمليات تصميم وبناء ومد الجسر والتي تمت جميعها على أيدي خبراء ومهندسين إيرانيين. ان عمق الأساس لهذا الجسر هو 12 متر، وقد تم استعمال كابلات فولاذية 70 مليمتر. في بناء الجسر، كما وتم تصميم مواد البوليمر المركبة مع مقاومة عالية للرطوبة والحريق والصدمات والضغط، وأجهزة إستشعار الحركة ومخمسات الرنان. والجسر خاضع للمعايير الدولية من حيث الأمان. وتم بناء الجسر على مدى تسعة أشهر من قبل المهندِسَيْن الإيرانيَيْن (محمود جنجالي بيك وعلي جنجالي بيك).

## المهرجانات الاجتماعية والثقافية فوق جسر مشكين شهر
بما ان هذا الجسر هو الأطول والأكبر في الشرق الأوسط وتم تشييده محلياً واستُخدِمَت فيه تكنلوجيا متطورة فهو يُعَد معلماً من معالم مدينة أردبيل الإيرانية. وعلى هذا الأساس دأب الإيرانيون على إقامة المهرجانات الاجتماعية والثقافية خلال عطل النوروز وغيرها فوق هذا المعلم الحضاري كمهرجان التوائم وغيره من المهرجانات التي تتضمن إقامة حفلات موسيقية وفنية شعبية وتقليدية.

## جذب جسر مشكين شهر للسياح من داخل إيران وخارجها
بعد افتتاح هذا الجسر والذي يقع ضمن مشروع خياو السياحي أخذ يجذب أليه السياح من مختلف مناطق البلاد باعتباره معلماً سياحياً مهماً في شمال إيران، بالإضافة إلى ذلك فإن منطقة (جسر مشكين شهر) تتوفر فيها جميع الخدمات السياحية من فنادق ومطاعم ومنتزهات وصالات رياضية، حيث تستضيف أعداداً كبيرة من السياح سنوياً من داخل إيران وجميع أنحاء العالم.

## معرض الصور

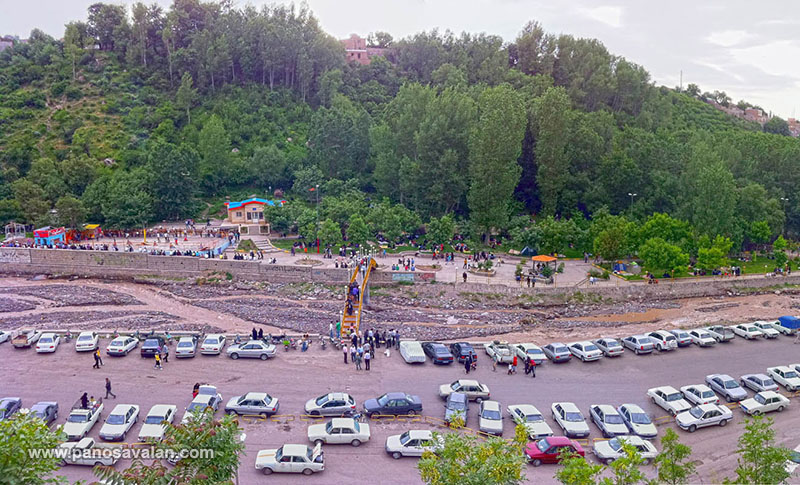
غابة ومتنزه مشكين شهر

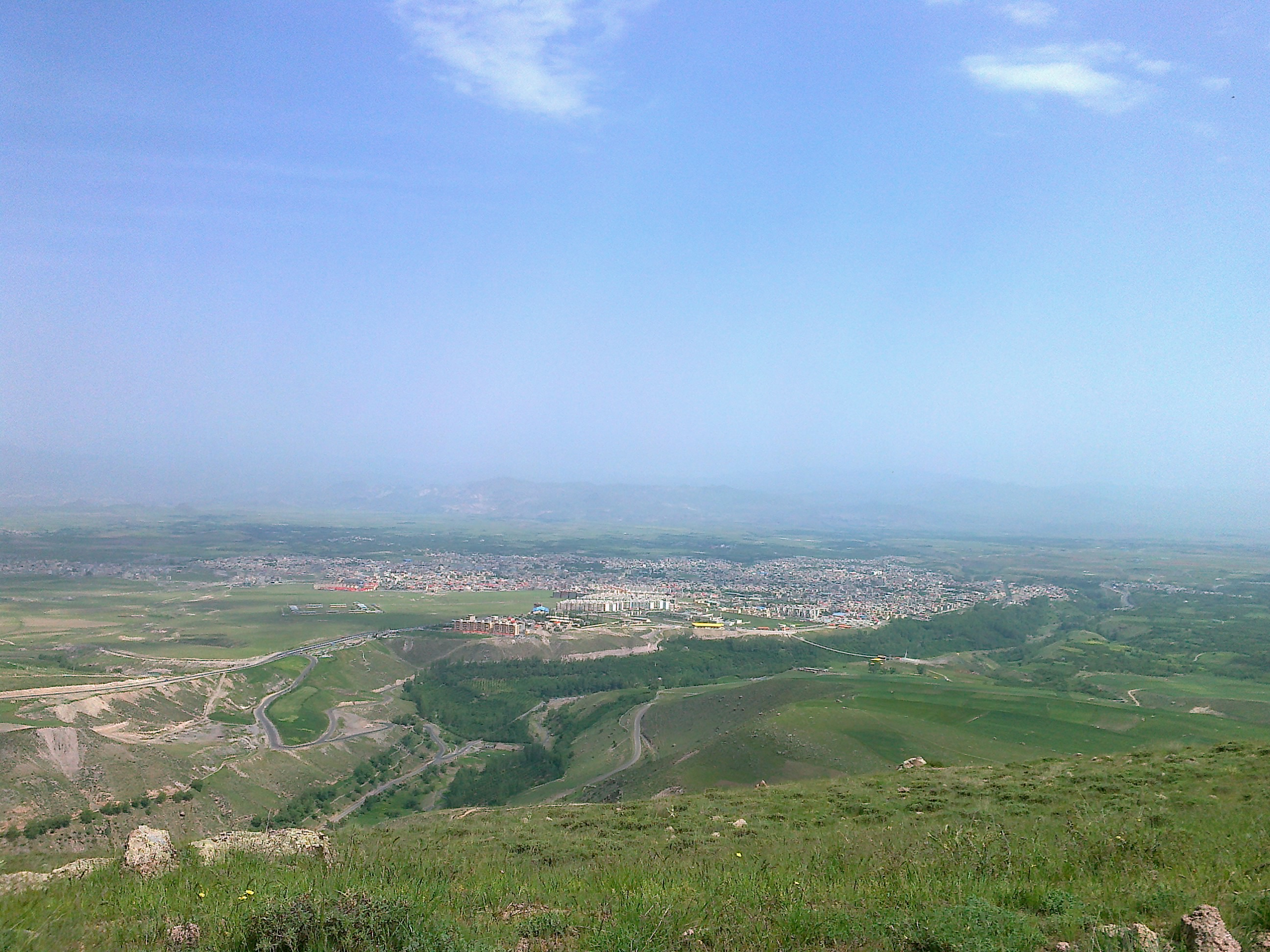
منظر عام لمدينة مشكين شهر، حيث يظهر الجسر من بعيد